# Pseudodistoma obscurum
Pseudodistoma obscurum es una especie de tunicado perteneciente a la familia Pseudodistomidae. Fue catalogado por primera vez por Pérès en 1959.

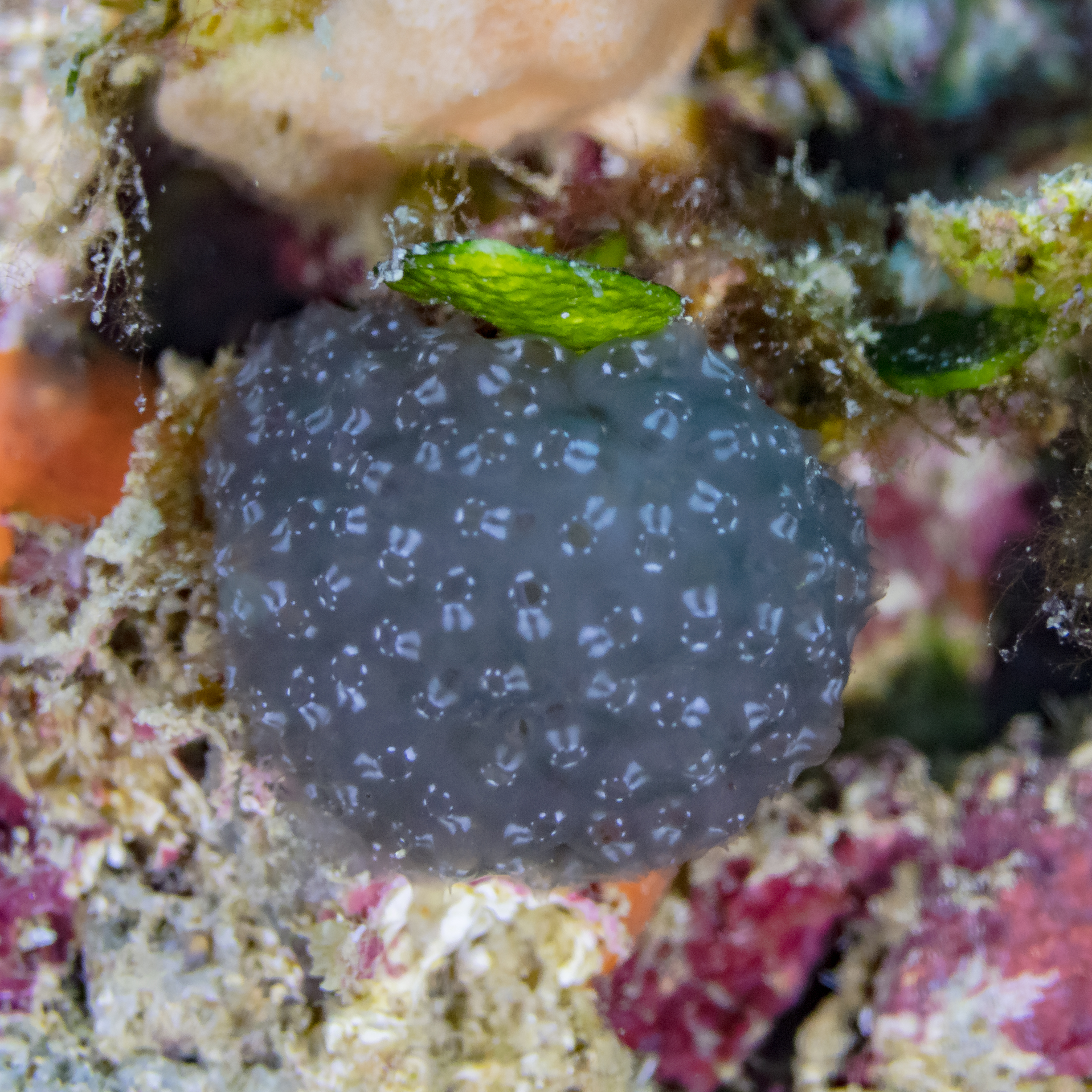
Ejemplar de coloración oscura.